# Machimus occidentalis
Machimus occidentalis är en tvåvingeart som först beskrevs av James Stewart Hine 1909.  Machimus occidentalis ingår i släktet Machimus och familjen rovflugor. Inga underarter finns listade i Catalogue of Life.